# René Huyghe

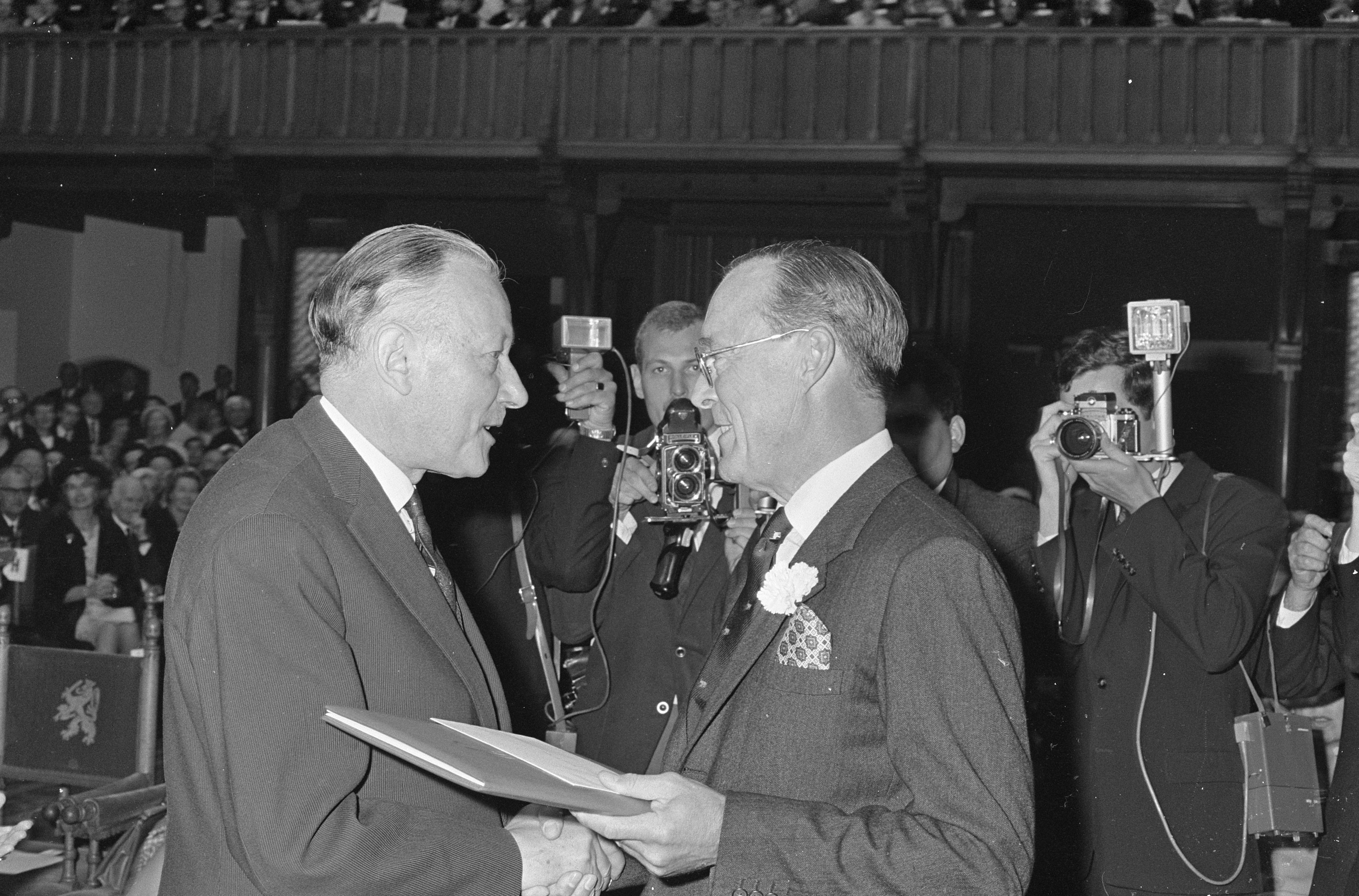
Huyghe (Erasmuspreis, 1966)

René Huyghe (* 3. Mai 1906 in Arras, Département Pas-de-Calais; † 5. Februar 1997 in Paris) war ein französischer Kunsthistoriker.

## Leben
Huyghe studierte nach dem Schulbesuch Philosophie und Ästhetik an der Sorbonne sowie der École du Louvre. Nach Beendigung des Studiums wurde er 1930 zunächst Assistent des Konservators für Malerei am Louvre, ehe er 1937 dort nicht nur Chefkonservator, sondern auch Professor an der École du Louvre wurde. 1951 nahm er eine Professur für Kunstgeschichte am Collège de France an.
1960 wurde er als Nachfolger von Robert Kemp Mitglied der Académie française und nahm in dieser bis zu seinem Tod den fünften Sitz (Fauteuil 5) ein. Seit 1952 war er assoziiertes Mitglied der Académie royale des Sciences, des Lettres et des Beaux-Arts de Belgique (Classe des Beaux-Arts).
Für seine außerordentlich wichtigen Beiträge im kulturellen Bereich wurde ihm zusammen mit Herbert Read 1966 von der niederländischen Stiftung Praemium Erasmianum der Erasmuspreis verliehen. 
Nach seinem Tode übernahm Georges Vedel den fünften Sitz der Académie française.

## Veröffentlichungen
Neben diesen Tätigkeiten war er nicht nur Herausgeber von Kunst- und kunsthistorischen Zeitschriften wie L’Amour de l’Art und Quadrige, sondern auch zahlreicher Fachbücher sowie Biografien von Malern wie Tizian, Paul Cézanne, Vincent van Gogh, Eugène Delacroix, Paul Gauguin und Antoine Watteau. Zu seinen bekanntesten Veröffentlichungen, die überwiegend auch in deutscher Übersetzung erschienen, gehören:
- Le Titien, 1949
- Vom Impressionismus bis zur Malerei der Gegenwart, 1951
- Die Antwort der Bilder, 1958
- Malerei der Welt, 1960
- Der Louvre in Paris, 1961
- Cézanne, 1961
- Van Gogh, 1962
- Kunst und Seele, 1962
- Delacroix, 1967
- Gauguin, 1967
- Watteau und seine Welt, 1968